# Charaxes raidhaka
Charaxes raidhaka är en fjärilsart som beskrevs av Rhé-philipe 1908. Charaxes raidhaka ingår i släktet Charaxes och familjen praktfjärilar. Inga underarter finns listade i Catalogue of Life.